# Reftele kyrka
Reftele kyrka är en kyrkobyggnad i Reftele i Växjö stift. Den är församlingskyrka i Västbo S:t Sigfrids församling. Kyrkan ligger omkring 3  kilometer sydväst om Reftele samhälle.

## Kyrkobyggnaden
Nuvarande kyrka är uppförd av byggmästare Johan Wennberg efter ritningar av arkitekt Per Axel Nyström. Grunden till kyrkan började läggas 1835 och 1839 invigdes kyrkan av biskop Esaias Tegnér. Försäljningen av gamla kyrkans blytak finansierade delvis den nya kyrkan.
Kyrkan består av ett rektangulärt långhus med ett rundat kor vid östra kortsidan, ett torn med huvudingång vid västra kortsidan och en sakristia i norr. Samtliga tak är belagda med kopparplåt. Ursprungligen var takbeläggningen spån. Kyrkan är vitputsad både in- och utvändigt.
1931-32 genomfördes en grundlig renovering under ledning av arkitekt Paul Boberg. Korets tak fick en målning utförd av konstnären Waldemar Lorentzon, medlem ur Halmstadsgruppen. Dess motiv är Jesu missionsbefallning, alltså bibelordet ”och han utsände de tolv till att predika Guds rike och göra de sjuka helbrägda”. Kristusfiguren står i mitten och lärjungarna runtomkring.
1968 insåg arkitekt Ingeborg Waern-Bugge att kyrkan återigen behövde renoveras, och dessutom moderniseras. Samma år påbörjades arbetet på utsidan av kyrkan. 1969-70 gjordes omfattande interiört arbete. Trappan från predikstolen togs bort från sakristian och ersattes av en trappa från kyrkorummet. Ena sidans bänkar på läktaren togs bort för att kören skulle kunna få plats. Under läktaren byggdes toalett, väntrum, kapprum och textilförvaring. Även golvet i kyrkosalen byttes ut till ett i lackad furu. Över bänkraderna hängdes tidstypiska mässingspendlar upp för att förse bänkarna med ljus. Kyrkan målades om invändigt och fick en bjärt färgsättning, som var typisk för just denna tid.

## Historia
Det finns skriftliga källor om en kyrka i Reftele så tidigt som år 1311. Troligen anlades både kyrka och kyrkogård under medeltiden. Under 1700-talet blev både kyrkan och kyrkogården för trånga, men på grund av sitt läge på en platå kunde inget av det utvidgas på samma plats.

## Kyrkogården
Först 1882, nästan femtio år efter att den nya kyrkan byggdes, anlades en ny kyrkogård runt kyrkan. Även denna blev dock snart för trång, och 1905 gjordes en första utvidgning. Denna gjordes främst åt norr, och innebar en fördubbling av ytan.
1944 gjordes ett förslag för att kunna utnyttja centrala delar av den outnyttjade kyrkogården, av Hugo Bolker i Värnamo. Detta förslag innehöll gravkvarter och en ceremoniplats, och ungefär år 1952 gjordes terrasser och kvarter som avgränsades med häckar av avenbok. År 1991 gav landskapsarkitekt Gunilla Kärrdahl förslag på att ceremoniplatsen skulle göras om till minneslund, vilket också skedde.
1961 skulle kyrkogården utvidgas igen, och då byggdes den nyaste delen på en nedre platå norr om kyrkan. Detta gjordes efter förslag av stadsträdgårdsmästare Ivar Andersson, Jönköping.

## Kapellet
År 1963 byggdes ett kapell på kyrkogården. Det byggdes i sten och med skiffertak, för att det skulle harmonisera med kyrkogårdens murar och kyrkans tak. Arkitekten till kapellet var Boo D:son Widén, Jönköping.

## Inventarier
- Dopfunten av sandsten är troligen från 1100-talet. Den är ca en meter hög och gjord i tre delar. Motiven på dopfunten är bland annat träd, lejon, manshuvuden, helgon och Majestas Domini.[5]
- Nuvarande altartavla är målad 1904 av Gottfrid Kallstenius. Dess motiv är Jesu möte med Maria utanför graven. En tidigare altartavla/fresk från 1871 döljs helt av nuvarande altartavla.
- En brudkrona är från 1600-talet.[6] Denna brudkrona ägdes ursprungligen av Reftele och Anderstorps pastorat tillsammans, men fick lösas ut av Reftele församling när Anderstorp var skuldsatta av sin kyrkobyggnation 1845. Priset var 25 Riksdaler, 37 skilling och 4 rundstycken.[7]
- En modernare brudkrona.
- En ljusbärare av Krister Kühlwein.[8]

### Orglar
- 1844 bygger Johan Niklas Söderling, Göteborg en orgel med 19 1/2 stämmor. Tillhörande orgelfasad är ritad 1843 av Carl Gustaf Blom Carlsson.[3]
- 1916 bygger Olof Hammarberg, Göteborg en orgel med 24 stämmor.
- 1965 bygger Västbo Orgelbyggeri, Långaryd en mekanisk orgel. Fasaden är från 1844 års orgel.[3]
- 1995 bygger Västbo Orgelbyggeri, Långaryd, en kororgel som är placerad på höger sida framme i koret. Denna orgel har nio stämmor på två manualer och pedal.[3]

#### Stora orgelns pipor
| Huvudverk I         | Svällverk II      | Pedal         | Koppel |
| Principal 8´        | Rörflöjt 8´       | Subbas 16´    | I/P    |
| Gedackt 8´          | Principal 4´      | Principal 8´  | II/P   |
| Octava 4´           | Koppelflöjt 4´    | Hålflöjt 4´   | II/I   |
| Rörflöjt 4´         | Waldflöjt 2'      | Nachthorn 2´  |        |
| Octava 2'           | Sifflöjt 1'       | Mixtur 3 chor |        |
| Sesquialtera 2 chor | Scharf 2 chor     | Fagott 16'    |        |
| Mixtur 4-5 chor     | Dulcian 8'        |               |        |
|                     | Crescendosvällare |               |        |

## Galleri

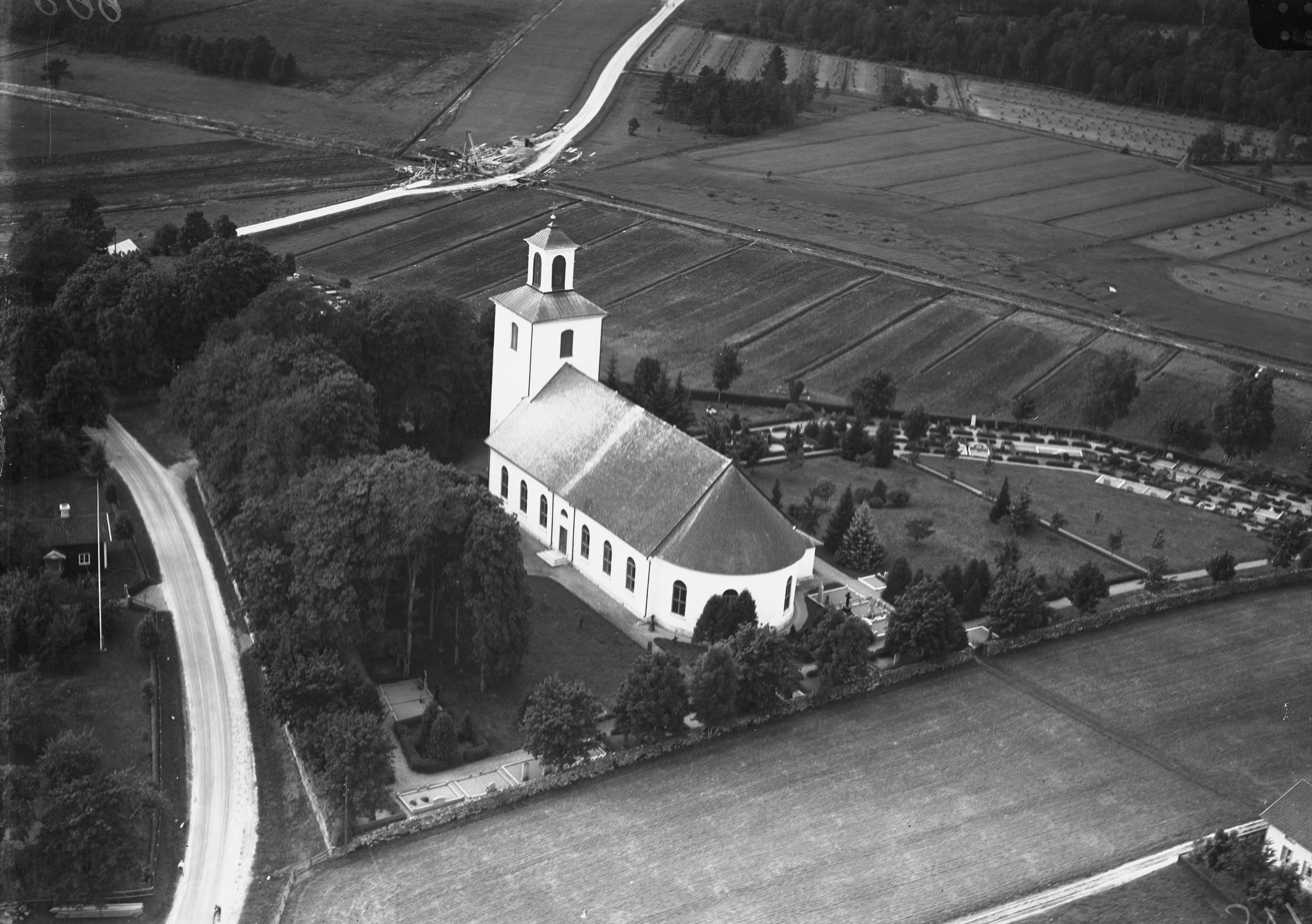
Flygfoto över Reftele kyrka från 1935.
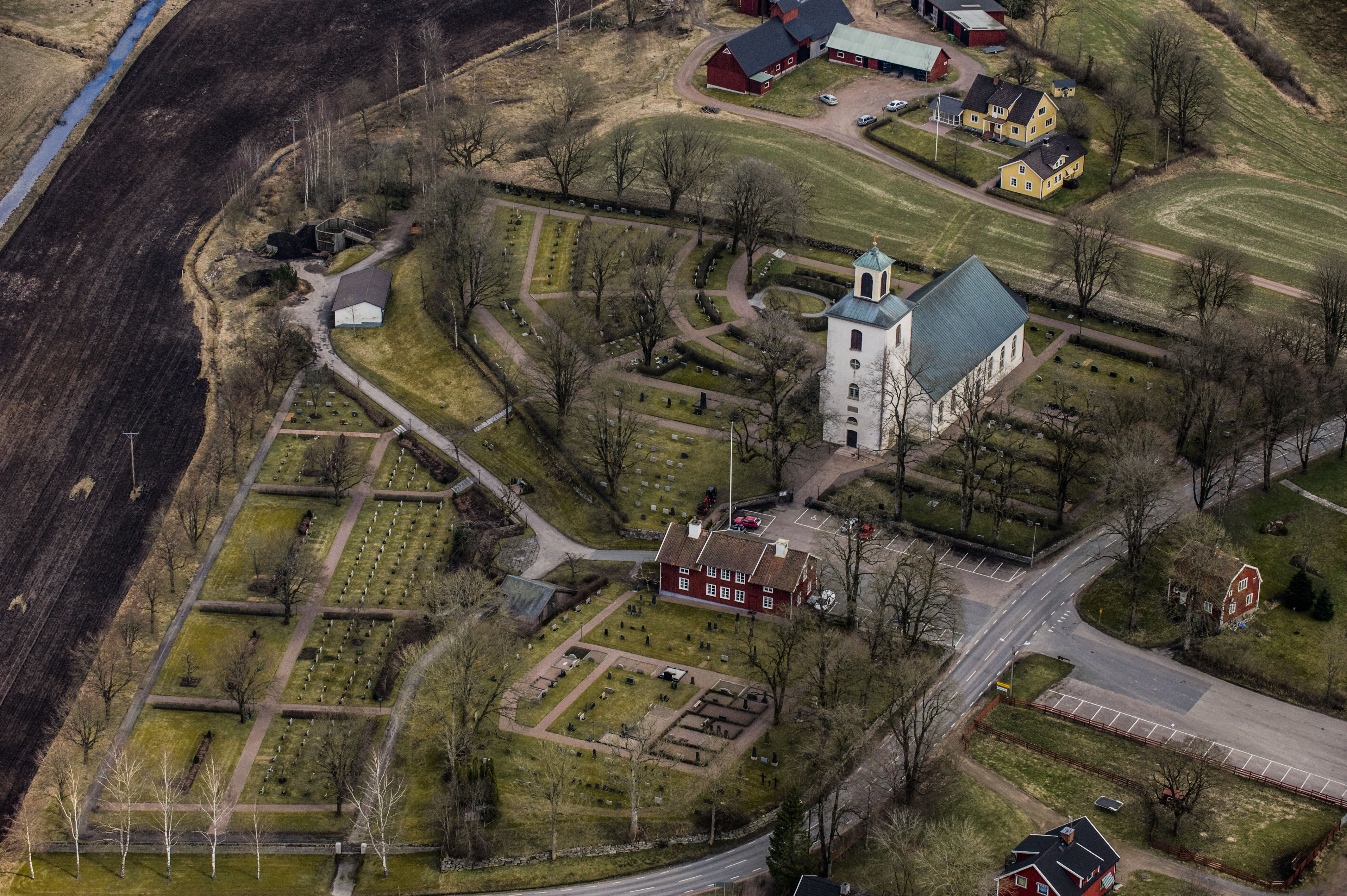
Modernare flygfoto över Reftele kyrka samt hela kyrkogården.
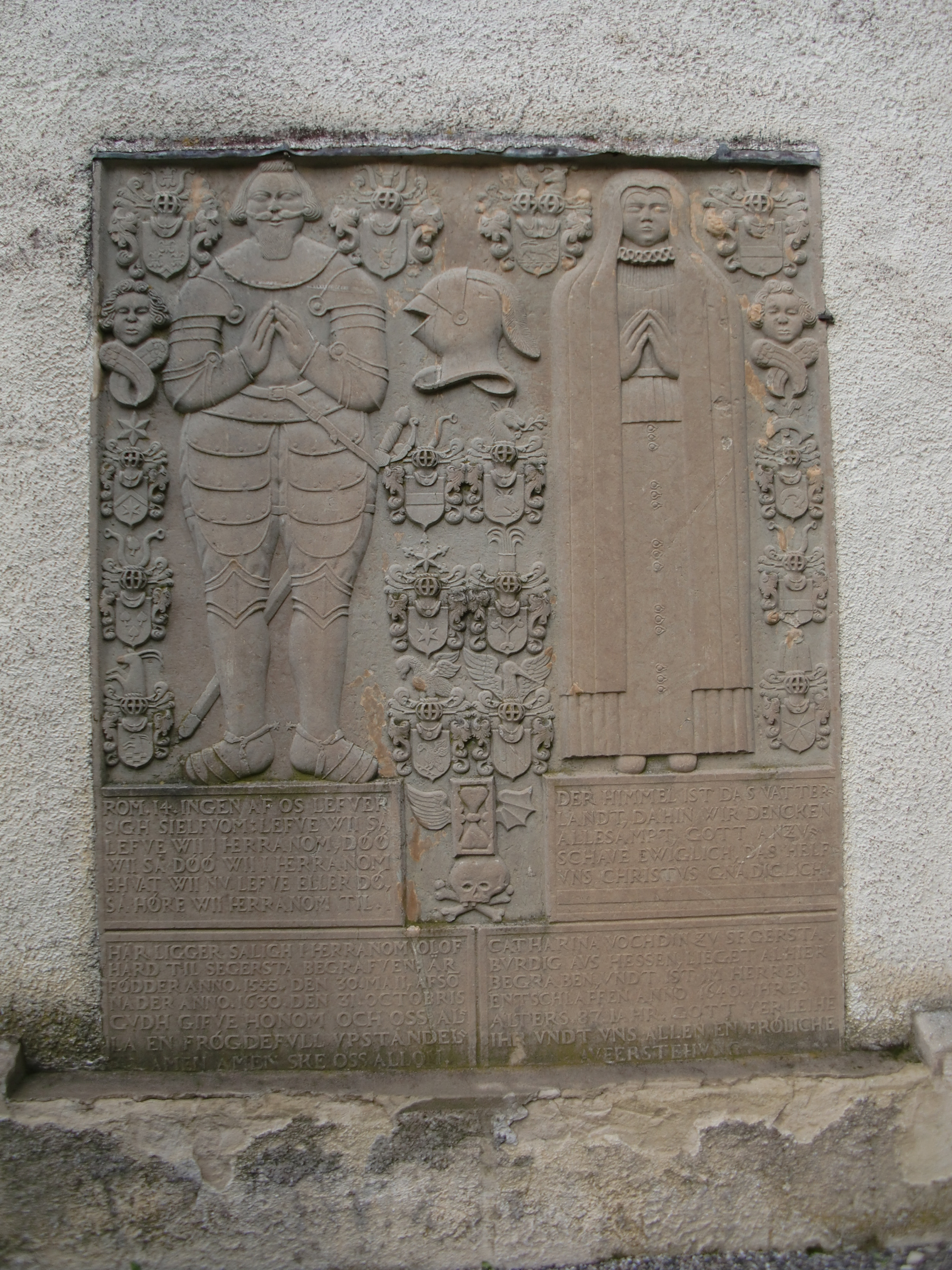
Familjen Hård af Segerstads gravsten från 1630. Den sitter inmurad på tornets södra vägg.
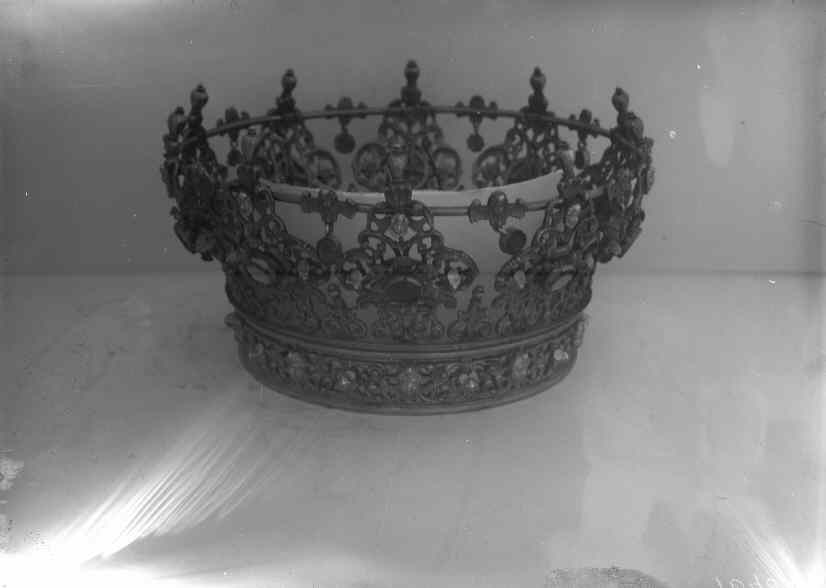
Brudkronan från 1600-talet tillhörande Reftele kyrka.
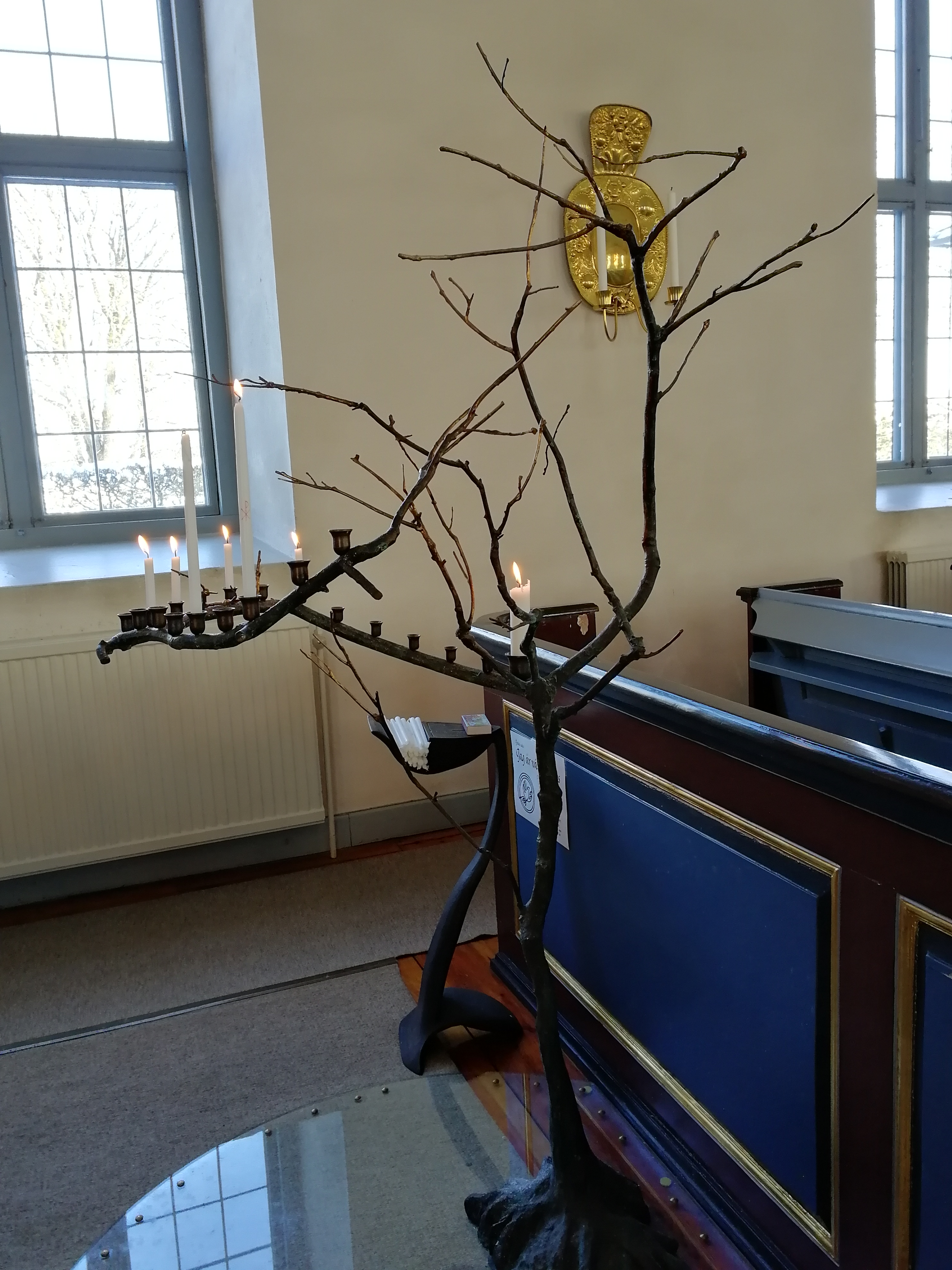
Ljusbäraren i brons.
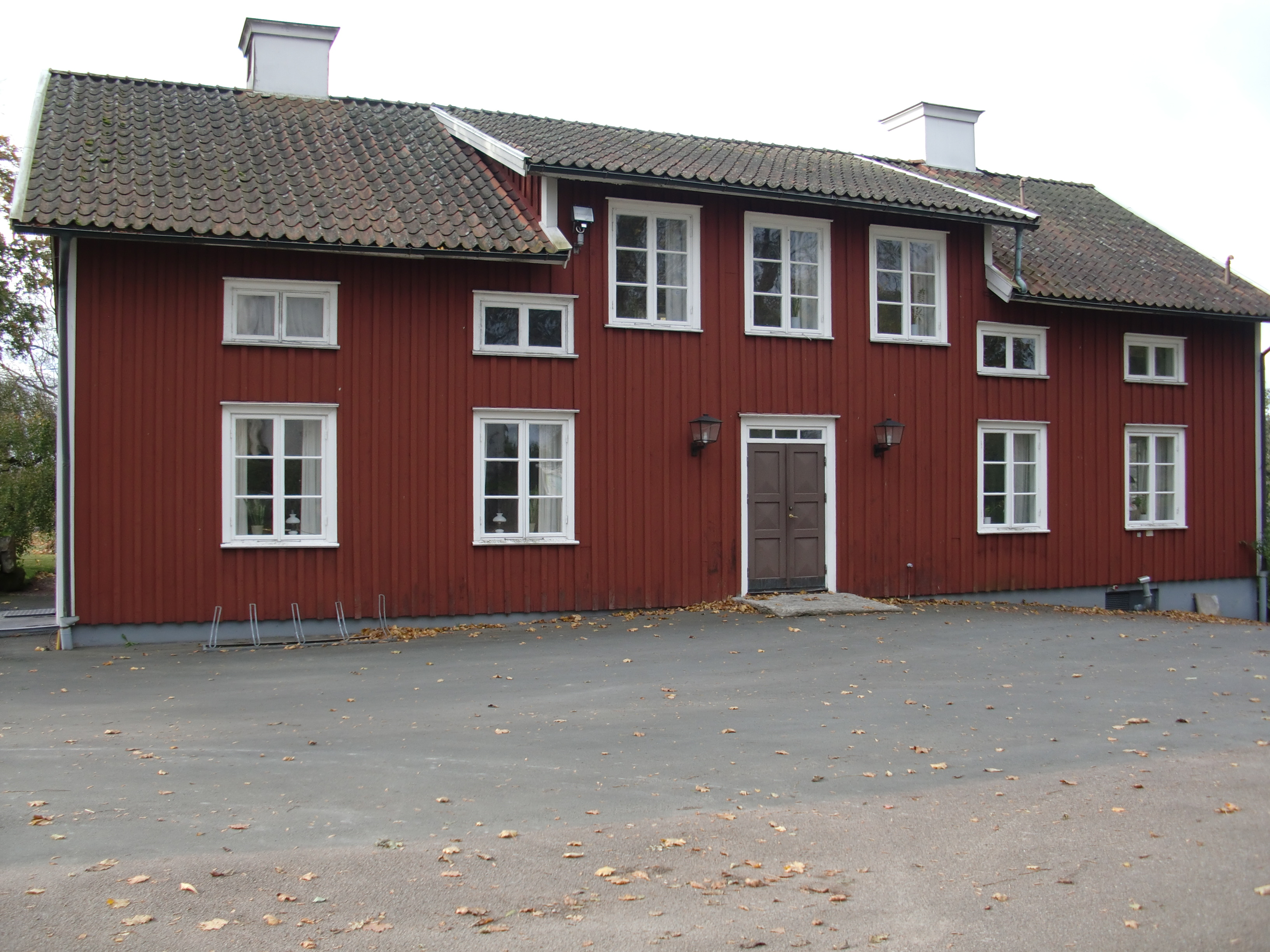
Sockenstugan mittemot Reftele kyrka.
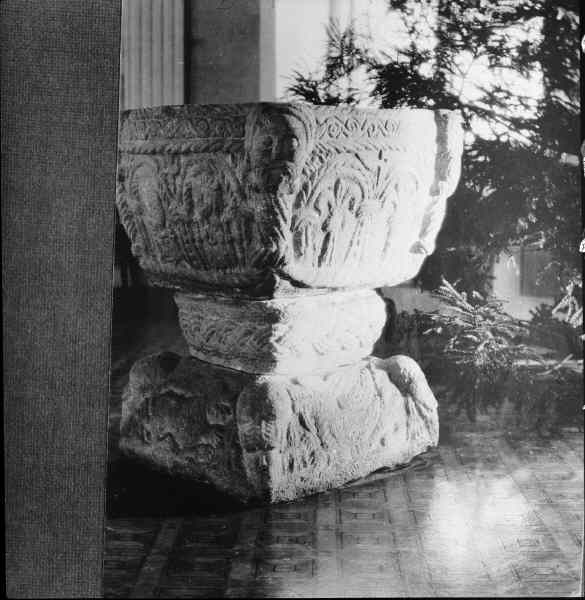
Den medeltida dopfunten i sandsten.

### Webbkällor
- Reftele församling
- anläggningspresentation
- byggnadspresentation
- Wikimedia Commons har media som rör Reftele kyrka.

### Fotnoter
1. 1 2 3  ”Reftele Kyrka”. www.svenskakyrkan.se. https://www.svenskakyrkan.se/vastbosanktsigfrid/reftele-kyrka. Läst 15 april 2020.
2. 1 2  ”Bebyggelseregistret (BeBR) - Riksantikvarieämbetet”. www.bebyggelseregistret.raa.se. http://www.bebyggelseregistret.raa.se/bbr2/anlaggning/visaHelaHistoriken.raa;jsessionid=6C5CF02F139491614737E00FE7166424?anlaggningId=21300000003955&historikId=21000000527604. Läst 15 april 2020.
3. 1 2 3 4  ”Reftele kyrka”. Jönköpings länsmuseum. https://jonkopingslansmuseum.se/wp-content/uploads/2018/01/Reftele-kyrka.pdf. Läst 15 april 2020.
4. 1 2 3 4 5  ”Bebyggelseregistret (BeBR) - Riksantikvarieämbetet”. www.bebyggelseregistret.raa.se. http://www.bebyggelseregistret.raa.se/bbr2/anlaggning/visaHelaHistoriken.raa;jsessionid=6C5CF02F139491614737E00FE7166424?anlaggningId=21300000003955&historikId=21000001874799. Läst 15 april 2020.
5. ↑  ”Medeltidens bildvärld”. Historiska museet. http://medeltidbild.historiska.se/medeltidbild/visa/foremal.asp?objektid=910621F2#. Läst 16 april 2020.
6. ↑  ”690 gram historia på huvudet”. Värnamo Nyheter. 5 november 2014. https://www.vn.se/artikel/690-gram-historia-pa-huvudet. Läst 16 april 2020.[död länk]
7. ↑  ”Brudkrona”. www.svenskakyrkan.se. https://www.svenskakyrkan.se/anderstorp/brudkrona. Läst 16 april 2020.
8. ↑  ”KRISTER Vilhelm KÜHLWEIN: Lexikonett amanda”. www.lexikonettamanda.se. https://www.lexikonettamanda.se/show.php?aid=17814. Läst 16 april 2020.